# Seznam památných stromů v okrese Příbram
Toto je seznam památných stromů v okrese Příbram, v němž jsou uvedeny památné stromy na území okresu Příbram.
| Název                         | Obrázek                                       | Umístění                                                          | Druh | Obvod [v cm] | Kód wikidata      | Galerie                                                                      | Poznámka |
| ----------------------------- | --------------------------------------------- | ----------------------------------------------------------------- | --- | --- | ----------------- | ---------------------------------------------------------------------------- | --- |
| Bohutínské lípy †             | Skupina dvou lip malolistých v Bohutíně       | Bohutín 49°39′16″ s. š., 13°56′34″ v. d.                          | lípa malolistá (2) | 388 211 | 103521 Q26780400  | Kategorie „Bohutínské lípy“ na Wikimedia Commons                             | Dva mohutné stromy vysazené velmi blízko u sebe rostou u fary, před základní školou. Kolem vede cyklistická trasa 302. Koruny stromů jsou spojené a mají společnou šířku 13 m. Ochrana zrušena 28. června 2024. |
| Bolechovický dub              |                                               | Bolechovice 49°36′35″ s. š., 14°30′18″ v. d.                      | dub letní | 685 | 106219 Q73601730  |                                                                              | Strom je součástí areálu bývalé bažantnice, která patřila k přilehlému zámečku v obci Bolechovice. Významný jedinec svého druhu se symetrickou široce rozloženou korunou v dobrém zdravotním stavu. |
| Alej lip malolistých          |                                               | Bor u Březnice 49°33′27″ s. š., 13°59′54″ v. d.                   | lípa malolistá (72) | & Chyba ve výrazu: Neočekávaný operátor / Chyba ve výrazu: Neočekávaný operátor / Chyba ve výrazu: Neočekávaný operátor / Chyba ve výrazu: Neočekávaný operátor / Chyba ve výrazu: Neočekávaný operátor / Chyba ve výrazu: Neočekávaný operátor / Chyba ve výrazu: Neočekávaný operátor / Chyba ve výrazu: Neočekávaný operátor / Chyba ve výrazu: Neočekávaný operátor / Chyba ve výrazu: Neočekávaný operátor / Chyba ve výrazu: Neočekávaný operátor / Chyba ve výrazu: Neočekávaný operátor / Chyba ve výrazu: Neočekávaný operátor / Chyba ve výrazu: Neočekávaný operátor / Chyba ve výrazu: Neočekávaný operátor / -1.0000-0 | 103520 Q26791068  |                                                                              | Podél rekreačních chat u rybníka Hluboký. Okolo vede červeně značená turistická stezka. Rozmezí obvodu kmenů 155 až 515cm, výška stromů mezi 16 a 20 metry, stáří cca 150 let, zdravotní stav velmi dobrý. |
| Stromořadí topolů bílých      |                                               | Bor u Březnice 49°33′35″ s. š., 13°59′40″ v. d.                   | topol bílý (25) | & Chyba ve výrazu: Neočekávaný operátor / Chyba ve výrazu: Neočekávaný operátor / Chyba ve výrazu: Neočekávaný operátor / Chyba ve výrazu: Neočekávaný operátor / Chyba ve výrazu: Neočekávaný operátor / Chyba ve výrazu: Neočekávaný operátor / Chyba ve výrazu: Neočekávaný operátor / Chyba ve výrazu: Neočekávaný operátor / Chyba ve výrazu: Neočekávaný operátor / Chyba ve výrazu: Neočekávaný operátor / Chyba ve výrazu: Neočekávaný operátor / Chyba ve výrazu: Neočekávaný operátor / Chyba ve výrazu: Neočekávaný operátor / Chyba ve výrazu: Neočekávaný operátor / Chyba ve výrazu: Neočekávaný operátor / -1.0000-0 | 103519 Q26791070  |                                                                              | Na hrázi rybníka Žofín. |
| Buk u Kozích hor              |                                               | Borotice 49°45′42″ s. š., 14°15′39″ v. d.                         | buk lesní | 390 | 103466 Q74845254  |                                                                              | Za hájovnou u polní cesty do osady Hranice, cca 20 m od zdi stodoly. V roce 2009 jedna větev odlomena ve výšce cca 6 m, zřejmě po zásahu bleskem. Strom dnes již zřejmě neexistuje, ochrana dosud nebyla zrušena. |
| Jilm v Březnici 1             | Památný jilm v Březnici                       | Březnice 49°33′31″ s. š., 13°57′12″ v. d.                         | jilm horský | 350 | 103514 Q26788582  | Kategorie „Ulmus glabra in Březnice (Příbram District)“ na Wikimedia Commons | V ulici Obránců míru, proti mateřské školce. |
| Jilm v Březnici 2             |                                               | Březnice                                                          | | 300 | 104537 Q74836977  |                                                                              | V ulici Obránců míru cca 30 m od křižovatky na Sadovou; v současné době už tu chráněný strom není (z neznámého důvodu). |
| Lípa v Březnici 1 †           |                                               | Březnice                                                          | lípa malolistá | 200 | 104536 Q74836872  |                                                                              | V zahradě u čp. 9; v současné době už tu chráněný strom není (z neznámého důvodu). |
| Lípa v Březnici 2 †           |                                               | Březnice                                                          | lípa malolistá | 448 | 103513 Q75569992  |                                                                              | U domu čp. 308; v současné době už tu chráněný strom není (z neznámého důvodu). |
| Lípa v Březnici 3 †           |                                               | Březnice 49°33′35″ s. š., 13°57′20″ v. d.                         | lípa malolistá | 389 | 103515            |                                                                              | Mezi mlýnem a zdravotním střediskem. V roce 2015 byl nejmohutnějším stromem ze skupiny tří v lokalitě. Měl prasklinu v úžlabí dvou kosterních větví z jedné strany s kalusem, vitalita dobrá, dvě pevné vazby, třetí spojená s vedlejším stromem nefunkční. V noci ze 7. na 8. července 2015 silně narušena statická bezpečnost stromu. Na doporučení dendrologa následně pokácen. Ochrana zrušena 15. září 2015. |
| Lípa na Stráži                | Lípa na Stráži                                | Březnice 49°33′5″ s. š., 13°56′31″ v. d.                          | lípa velkolistá | 324 | 106023 Q26790633  | Kategorie „Lípa na Stráži“ na Wikimedia Commons                              | Na vrchu Stráž u božích muk. Od země dvoják. Obvody jednotlivých kmenů 217 a 155 cm, u země 310 cm. Koruna pravidelná, bohatá, spodní větve až k zemi, vitalita velmi dobrá. V roce 2019 obvod měřen ve 120 cm od země. Kmen se dělí cca ve 140 cm, jedna z kosterních větví průběžného růstu, na bázi výmladky. |
| Lípa u Nového mlýna           |                                               | Březnice 49°34′7″ s. š., 13°56′55″ v. d.                          | lípa velkolistá | 322 | 103517 Q26788583  |                                                                              | Na dvoře domu čp. 282 - Nový mlýn. V roce 2015 na místě jen zůstatek torza stromu - pahýl, po bouřce. V roce 2020 četné výmladky. |
| Topol černý                   |                                               | Březnice                                                          | topol černý | & Chyba ve výrazu: Neočekávaný operátor / Chyba ve výrazu: Neočekávaný operátor / Chyba ve výrazu: Neočekávaný operátor / Chyba ve výrazu: Neočekávaný operátor / Chyba ve výrazu: Neočekávaný operátor / Chyba ve výrazu: Neočekávaný operátor / Chyba ve výrazu: Neočekávaný operátor / Chyba ve výrazu: Neočekávaný operátor / Chyba ve výrazu: Neočekávaný operátor / Chyba ve výrazu: Neočekávaný operátor / Chyba ve výrazu: Neočekávaný operátor / Chyba ve výrazu: Neočekávaný operátor / Chyba ve výrazu: Neočekávaný operátor / Chyba ve výrazu: Neočekávaný operátor / Chyba ve výrazu: Neočekávaný operátor / -1.0000-0 | 105137 Q74542814  |                                                                              | V osadě Xaverov u samoty čp. 20. Zřejmě již zanikl, neznámo kdy. Ochrana dosud nezrušena. |
| Topoly v Březnici             |                                               | Březnice 49°33′7″ s. š., 13°57′51″ v. d.                          | topol bílý (3) | & Chyba ve výrazu: Neočekávaný operátor / Chyba ve výrazu: Neočekávaný operátor / Chyba ve výrazu: Neočekávaný operátor / Chyba ve výrazu: Neočekávaný operátor / Chyba ve výrazu: Neočekávaný operátor / Chyba ve výrazu: Neočekávaný operátor / Chyba ve výrazu: Neočekávaný operátor / Chyba ve výrazu: Neočekávaný operátor / Chyba ve výrazu: Neočekávaný operátor / Chyba ve výrazu: Neočekávaný operátor / Chyba ve výrazu: Neočekávaný operátor / Chyba ve výrazu: Neočekávaný operátor / Chyba ve výrazu: Neočekávaný operátor / Chyba ve výrazu: Neočekávaný operátor / Chyba ve výrazu: Neočekávaný operátor / -1.0000-0 | 103516 Q26780390  |                                                                              | Při silnici do Počaplům, na konci obce za křížkem, po mostku vlevo. Z původních pěti stromů zbývají na místě tři. |
| Lípy u svatého Prokopa        | Lípa u sv. Prokopa                            | Březové Hory 49°41′9″ s. š., 13°59′37″ v. d.                      | lípa malolistá (1) lípa velkolistá (1)                                                                                                 | 269 304 | 103430 Q26780395  | Kategorie „Lípy u svatého Prokopa“ na Wikimedia Commons                      | Před kostelem sv. Prokopa v městském parku. Okolo vede zeleně značená turistická stezka. Lípa velkolistá postižena rakovinou ve dvou metrech kmene. |
| Dub v Bukové v pastvinách     |                                               | Buková u Rožmitálu pod Třemšínem 49°37′52″ s. š., 13°49′36″ v. d. | dub letní | 364 | 106529            |                                                                              | Dub roste na pastvině na území obce Věšín v k. ú. Buková u Rožmitálu pod Třemšínem. |
| Akát v Čelině †               |                                               | Čelina                                                            | trnovník akát | 310 | 104534 Q134966896 |                                                                              | Na návsi u kříže. Vyvrácen při silném nárazovém větru 27. října 2002 vyvrácen. Status památného stromu následně zrušen k 26. únoru 2003. |
| Jezerní javor                 |                                               | Čelina 49°44′28″ s. š., 14°19′30″ v. d.                           | javor klen | 334 | 103431 Q26788533  |                                                                              | Po pravé straně komunikace Mokrsko-Čelina, před Mokrskem v zatáčce odbočka k samotě „Jezero“. |
| Lipová alej v Čelině          | Lipová alej podél silnice z Čeliny do Borotic | Čelina 49°43′55″ s. š., 14°19′16″ v. d.                           | lípa malolistá (33) | & Chyba ve výrazu: Neočekávaný operátor / Chyba ve výrazu: Neočekávaný operátor / Chyba ve výrazu: Neočekávaný operátor / Chyba ve výrazu: Neočekávaný operátor / Chyba ve výrazu: Neočekávaný operátor / Chyba ve výrazu: Neočekávaný operátor / Chyba ve výrazu: Neočekávaný operátor / Chyba ve výrazu: Neočekávaný operátor / Chyba ve výrazu: Neočekávaný operátor / Chyba ve výrazu: Neočekávaný operátor / Chyba ve výrazu: Neočekávaný operátor / Chyba ve výrazu: Neočekávaný operátor / Chyba ve výrazu: Neočekávaný operátor / Chyba ve výrazu: Neočekávaný operátor / Chyba ve výrazu: Neočekávaný operátor / -1.0000-0 | 103512 Q26791056  | Kategorie „Lipová alej v Čelině“ na Wikimedia Commons                        | Po obou stranách silnice při sjezdu ze směru od Borotic do osady Čelina. Alejí vede cyklistická trasa 301. |
| Dub vladyky Bavora            |                                               | Dlouhá Lhota u Dobříše 49°43′10″ s. š., 14°7′ v. d.               | dub letní | 512 | 105226 Q26789736  | Kategorie „Dub vladyky Bavora (Dlouhá Lhota)“ na Wikimedia Commons           | Za zámkem v Dlouhé Lhotě. Mohutný, téměř soliterní strom, široce založená koruna částečně omezená v růstu skupinou mladších jedinců, věku odpovídající procento suchých větví, ve vnitřní koruně i silnějších, vitální. |
| Buk na Bekovce                |                                               | Dobříš 49°49′9″ s. š., 14°9′59″ v. d.                             | buk lesní | 410 | 103509 Q26788580  | Kategorie „Buk na Bekovce“ na Wikimedia Commons                              | Asi 75 m od křižovatky lesních cest Vlachová-Bekovka směrem ke Knížecím studánkám bezprostředně za plotem obory Aglaia. Kolem vede cyklistická trasa 308. Kmen vyvětven z jedné strany do výšky cca 15 m, v této výšce je v ráně po odlomené větvi živý smrček; na kmeni je ptačí budka. |
| Dub „Bzdinka“                 |                                               | Dobříš 49°46′51″ s. š., 14°9′14″ v. d.                            | dub letní | 506 | 103432 Q26788534  | Kategorie „Dub Bzdinka (Dobříš)“ na Wikimedia Commons                        | Za rybníčkem Bzdinka, z JZ konce Dobříše po polní cestě k rybníčku. Mohutný okrajový strom v dobrém zdravotním stavu. Součást VKP, kde je celá řada hodnotných stromů. V roce 2018 při bázi kmene směrem k rybníčku poranění, dřevo v něm při zemi začíná trouchnivět, jedna větší suchá větev vyrůstající z úžlabí. |
| Dobříšský dub †               |                                               | Dobříš 49°46′28″ s. š., 14°10′29″ v. d.                           | dub letní | 536 | 103511 Q26788581  | Kategorie „Dobříšský dub“ na Wikimedia Commons                               | Rostl v zadní části anglického parku v blízkosti zdi, která je souběžná se silnicí Dobříš-Rybníky. Zřejmě vyvrácen při silné bouřce v noci z 10. na 11. června 2018. Při dalším šetření zjištěno napadení celého kořenového systému dřevomorem kořenovým. Ochrana zrušena 31. července 2018. Dříve se jednalo o solitéru se souměrnou korunou a dutým kmenem. U paty kmene bývala otevřená dutina s hnilobou a trouchem (voštinový rozklad dřeva) s napadením mravenci rodu Camponotus. U paty kmene imaga brouka fosfuga atra. |
| Dub u staré fabriky           |                                               | Dobříš 49°47′10″ s. š., 14°10′36″ v. d.                           | dub letní | 356 | 105634 Q26790202  | Kategorie „Dub - Stará fabrika (Dobříš)“ na Wikimedia Commons                | V bývalé zahradě objektu Stará fabrika na dohled od zeleně značené turistické stezky. Mohutný jedinec, jedna z kosterních větví má suchý vrchol, v koruně zaznamenáno větší množství plodnic ohňovce statného. V roce 2016 suchý vrchol kosterní větve odstraněn, jinak stav nezměněn. |
| Lipová alej na Dobříši        |                                               | Dobříš 49°46′38″ s. š., 14°10′25″ v. d.                           | lípa malolistá (61) | & Chyba ve výrazu: Neočekávaný operátor / Chyba ve výrazu: Neočekávaný operátor / Chyba ve výrazu: Neočekávaný operátor / Chyba ve výrazu: Neočekávaný operátor / Chyba ve výrazu: Neočekávaný operátor / Chyba ve výrazu: Neočekávaný operátor / Chyba ve výrazu: Neočekávaný operátor / Chyba ve výrazu: Neočekávaný operátor / Chyba ve výrazu: Neočekávaný operátor / Chyba ve výrazu: Neočekávaný operátor / Chyba ve výrazu: Neočekávaný operátor / Chyba ve výrazu: Neočekávaný operátor / Chyba ve výrazu: Neočekávaný operátor / Chyba ve výrazu: Neočekávaný operátor / Chyba ve výrazu: Neočekávaný operátor / -1.0000-0 | 103510 Q26791048  | Kategorie „Lipová alej (V Lipkách, Dobříš)“ na Wikimedia Commons             | Památná alej vede za dobříšským zámkem ulicí V lipkách. Začíná u vchodu do anglického parku a končí na křižovatce s ulicí Bedřicha Smetany. Alej se nachází v klidové části Dobříše – kolem jsou sportovní areály. V současné době je chráněno 61 z původních 78 stromů. V roce 2010 byla provedeno ošetření aleje; posouzení stavu stromů, prořezání korun, vykácení nevyhovujících a výsadba nových stromků. V roce 2004 na větvích pozorována klanolístka obecná, rány po odlomených větvích. Památná alej byla vyhlášena 20. října 1981. |
| Pivovarský dub                |                                               | Dobříš 49°47′18″ s. š., 14°10′37″ v. d.                           | dub letní | 396 | 105330 Q26789793  | Kategorie „Pivovarský dub (Dobříš)“ na Wikimedia Commons                     | Na travnaté ploše za supermarketem Penny Market, vlevo od výjezdové komunikace z parkoviště směrem k ulici Rukavičkářská. V roce 2016 nízký podsaditý kmen, poněkud asymetrická rozložitá koruna, nejníže rostoucí silná větev v minulosti chybně odříznuta, dřevo začíná trouchnivět od středu řezu, další silná přetížená větev má středovou prasklinu. |
| Třebízského dub               |                                               | Dobříš 49°51′8″ s. š., 14°10′36″ v. d.                            | dub letní | 474 | 106475 Q117207010 | Kategorie „Třebízského dub“ na Wikimedia Commons                             | Na hřebenu Brdské vrchoviny – Hřebeny. Je součástí komplexu lesních porostů, roste v blízkosti křižovatky dvou lesních cest Hřebenové cesty a bezejmenné, v lokalitě u Bílého kamene. V blízkosti bývalého vojenského prostoru Klondajk. |
| Dolnohbitský maďal            |                                               | Dolní Hbity 49°39′24″ s. š., 14°10′9″ v. d.                       | jírovec maďal | 366 | 103508 Q17375896  | Kategorie „Dolnohbitský maďal“ na Wikimedia Commons                          | U morového kříže z r. 1746 před Kostelem svatého Jana Křtitele. Mohutný strom, rozvětvuje z jednoho místa, pod rozvětvením jsou na kmeni jen tenké větvičky v místech po odřezaných větvích. Potřebuje ošetřit korunu, začistit rány po ulámaných větvích. |
| Pasecká lípa                  |                                               | Dominikální Paseky 49°45′19″ s. š., 13°59′53″ v. d.               | lípa malolistá | 417 | 103507 Q26788579  | Kategorie „Pasecká lípa (Dominikální Paseky)“ na Wikimedia Commons           | U zvoničky v obci. Okolo vede červeně značená turistická stezka. Obvodově redukovaná koruna, v minulosti provedené ošetření neodborné, šindelová stříška je nefunkční. |
| Doubravická borovice †        |                                               | Doubravice u Sedlčan                                              | borovice lesní | 200 | 104525            |                                                                              | Strom jen navržen za památný, nikdy nebyl vyhlášen. Zlomil se 1. března 2008 při orkánu Emma. |
| Hrušeň Marie                  |                                               | Drahlín 49°43′58″ s. š., 13°57′39″ v. d.                          | hrušeň planá | 251 | 105537 Q26790116  |                                                                              | V obci v soukromé zahradě. Koruna v podstatě zdravá, procento suchých větví malé, v úžlabí bez poškození. |
| Drásovský dub †               | Torzo bývalého památného stromu               | Drásov u Příbramě 49°42′17″ s. š., 14°8′4″ v. d.                  | dub letní | 325 | 103506            | Kategorie „Drásovský dub“ na Wikimedia Commons                               | Památný strom rostl na hrázi rybníka Homolka ležícího v katastrálním území Drásova. K vyhlášení památného stromu došlo 20. října 1981. Strom uschnul. V rámci správního řízení byla zrušena jeho ochrana a později bylo povoleno jeho pokácení, protože hrozilo nebezpečí porušení hráze. Status památného stromu byl zrušen k 2. listopadu 2005. |
| Drásovský dub 2               |                                               | Drásov u Příbramě 49°42′18″ s. š., 14°7′30″ v. d.                 | dub letní | 497 | 103426 Q26788529  |                                                                              | Na hrázi Prostředního rybníka. Celý kmen včetně větve je rozčíslý bleskem, na kmeni roste sírovec žlutooranžový. Chybí označení. V roce 2009 napaden plodnicemi sírovce žlutooranžového do výšky 6 m, dutý kmen, suché větve. |
| Drásovský dub 3               |                                               | Drásov u Příbramě 49°42′12″ s. š., 14°8′7″ v. d.                  | dub letní | 338 | 103425 Q26788528  | Kategorie „Drásovský dub 3“ na Wikimedia Commons                             | Na hrázi rybníka Homolka. Mimo poranění kmene zdravý. |
| Dub u Višňové                 |                                               | Drásov u Příbramě 49°42′16″ s. š., 14°8′6″ v. d.                  | dub letní | 447 | 103445 Q26788543  | Kategorie „Dub u Višňové (Drásov)“ na Wikimedia Commons                      | Pod hrází rybníka Homolka u Višňové v prostoru sádek, v uzamčeném prostoru. Chybí označení. Dub je uváděn pod chybným názvem Q. petraea, proto byl také zařazen do výběru. |
| Drásovská lípa                |                                               | Drásov u Příbramě 49°42′20″ s. š., 14°6′32″ v. d.                 | lípa malolistá | 363 | 103505 Q26788578  | Kategorie „Drásovská lípa“ na Wikimedia Commons                              | Na hrázi rybníka Červený u osady Skalka. V roce 2004 částečně proschlý, až z 30 %, zřejmě po vypuštění rybníka po povodních v roce 2002. |
| Lípa u Bandora                |                                               | Drevníky 49°43′36″ s. š., 14°16′37″ v. d.                         | lípa malolistá | 269 | 105845 Q26790425  |                                                                              | Za obcí u železného kříže při komunikaci vedoucí k borotickému hřbitovu |
| Lípy v Drevníkách             |                                               | Drevníky 49°43′14″ s. š., 14°16′27″ v. d.                         | lípa malolistá (3) | 310 222 274 | 103504 Q26780389  | Kategorie „Lípy v Drevníkách“ na Wikimedia Commons                           | U kapličky, za mostem přes Drevnický potok. Dnes na místě rostou pouze tři lípy. Jeden strom zanikl neznámo kdy, jeho ochrana zrušena 29. prosince 2003. |
| Dub Král Tolkien              |                                               | Drhovy 49°44′38″ s. š., 14°13′31″ v. d.                           | dub letní | 329 | 106453            |                                                                              | Na rozhraní lesního porostu a obhospodařovaného pole, v místní části zvané „Pod Hlinovkou“. |
| Dublovická lípa               |                                               | Dublovice 49°40′18″ s. š., 14°21′44″ v. d.                        | lípa malolistá | 292 | 103503 Q26788577  | Kategorie „Dublovická lípa“ na Wikimedia Commons                             | Na návsi u rybníka. Kolem vede cyklistická trasa 8133. V roce 2009 provedena konzervace dutiny, nainstalování estetické stříšky, bezpečnostní řez. |
| Drtinovy duby                 |                                               | Hněvšín 49°45′29″ s. š., 14°23′13″ v. d.                          | dub letní (4) | 280 337 284 243 | 103434 Q26780386  | Kategorie „Drtinovy duby“ na Wikimedia Commons                               | Čtyři stromy rostoucí ve svahu po levé straně žlutě značené turistické stezky spojující Hněvšín se samotou Záhoří. V roce 2019 měl jedinec rostoucí nejblíže k Hněvšínu rozložitou korunu, kmen průběžný, dobrý zdravotní stav, mohutné kořenové náběhy sbíhající po svahu a částečně obnažený kořen. Největší ze skupiny s rozložitou korunou, na její bázi dvě v blízkosti vyrůstající větve. Třetí z dubů má oproti ostatním užší korunu, několik silnějších suchých větví, jeho mohutné kořenové náběhy sahají až k cestě a jsou poměrně značně poškozeny projíždějícími vozidly. Nejmenší exemplář má užší korunu, dvě kosterní větve z nichž jedna zachovává průběžný směr, na bázi několik zlomů, kořenové náběhy sbíhající po svahu.                                                                |
| Horčápská hrušeň              |                                               | Horčápsko 49°35′9″ s. š., 13°59′6″ v. d.                          | hrušeň obecná | 402 | 103502 Q26788576  |                                                                              | Roste na dvoře čp. 28. Kolem vede modře značená turistická stezka. Chybí označení. V roce 2018 z nízkého kmene tři kosterní větve, dutina ve kmeni, olámané větve, dutiny v kosterních větvích, instalovány vazby, jedna z řetězu, stříšky na některých dutinách, nutné ošetření. |
| Duby na Šenkýřově zahradě     |                                               | Horní Hbity 49°39′17″ s. š., 14°9′7″ v. d.                        | dub letní (8) | & Chyba ve výrazu: Neočekávaný operátor / Chyba ve výrazu: Neočekávaný operátor / Chyba ve výrazu: Neočekávaný operátor / Chyba ve výrazu: Neočekávaný operátor / Chyba ve výrazu: Neočekávaný operátor / Chyba ve výrazu: Neočekávaný operátor / Chyba ve výrazu: Neočekávaný operátor / Chyba ve výrazu: Neočekávaný operátor / Chyba ve výrazu: Neočekávaný operátor / Chyba ve výrazu: Neočekávaný operátor / Chyba ve výrazu: Neočekávaný operátor / Chyba ve výrazu: Neočekávaný operátor / Chyba ve výrazu: Neočekávaný operátor / Chyba ve výrazu: Neočekávaný operátor / Chyba ve výrazu: Neočekávaný operátor / -1.0000-0 | 103500 Q26780399  |                                                                              | Šest dubů tvoří řadu ve směru hlavní silnice, dva rostou solitérně za jejich levým a pravým okrajem. V pozadí je ještě několik větších dubů, zdravých perspektivních. V roce 2004 dobrý zdravotní stav, místy proschlé větve, zásahy netřeba. |
| Hvožďanská lípa               |                                               | Hvožďany 49°31′39″ s. š., 13°48′19″ v. d.                         | lípa malolistá | 405 | 103501 Q26788574  | Kategorie „Hvoždanská lípa“ na Wikimedia Commons                             | Před vchodem do kostela. |
| Lípa malolistá †              |                                               | Jablonná                                                          | lípa malolistá | 410 | 105138            |                                                                              | Památný strom byl vyhlášen v roce 1981. Rozlámán vichřicí v roce 1985, jeho ochrana však formálně zrušena až 7. února 2011. |
| Jesenická lípa                |                                               | Jesenice u Sedlčan 49°36′29″ s. š., 14°28′43″ v. d.               | lípa malolistá | 478 | 103499 Q26788573  | Kategorie „Jesenická lípa“ na Wikimedia Commons                              | Vpravo od vchodu na bývalý hřbitov u kostela Nejsvětější Trojice |
| Lípa v Jincích                |                                               | Jince 49°47′17″ s. š., 13°58′45″ v. d.                            | lípa malolistá | 634 | 103428 Q26788531  | Kategorie „Lípa v Jincích“ na Wikimedia Commons                              | Strom rostl u křižovatky místních komunikací, před podjezdem vpravo. Okolo vede naučná stezka Z Jinec na Olymp Brd. Má druhotné chůdovité kořeny. V roce 1993 vyčištěna dutina, ořez suchých větví, konzervace ran. 16. června 2016 se lípa se při silné vichřici rozlámala, dnes na místě pouhé minimální torzo. |
| Lípy u svatého Víta           |                                               | Kamenná u Příbramě 49°37′29″ s. š., 13°59′ v. d.                  | lípa malolistá (4) | 140, 281, 185, 250 | 103498 Q26780397  | Kategorie „Skupina 5 lip malolistých u Třebska“ na Wikimedia Commons         | Čtyři z původních pěti lip rostou v polích za vsí u sochy sv. Víta na dohled od cyklistické trasy 302. Nejmohutnější ze stromů má otevřenou dutinu po zásahu bleskem a odumírá. Také nejmenší exemplář má otevřenou dutinu po celé délce kmene od zásahu bleskem. Zbylé dva stromy měly po vichřici polámané větve. V roce 2009 u nich byl proveden zdravotní řez. |
| U lip                         |                                               | Kamenná u Příbramě 49°37′28″ s. š., 13°59′11″ v. d.               | lípa malolistá (5) | 320, 448, 275, 406, 345 | 103497 Q26780396  |                                                                              | Podél staré cesty z Kamenné k návrší se sochou sv. Víta na dohled od cyklistické trasy 302. Dva stromy s řídkou korunou, jeden s dutinou. |
| Klučenická lípa               |                                               | Klučenice 49°33′9″ s. š., 14°12′41″ v. d.                         | lípa malolistá | 333 | 103496 Q26788572  | Kategorie „Klučenická lípa“ na Wikimedia Commons                             | Na návsi, na dohled od cyklistických tras EV7 a Vltavská. V roce 2000 odstraněny suché větve, ošetření řezných ran, stříška. |
| Chýnovská lípa †              |                                               | Kňovice                                                           | lípa malolistá | 336 | 103495            |                                                                              | U křížku na místě bývalé obce Chýnov. Rozlámána při vichřici. Ochrana zrušena 13. července 2007. |
| Král dubů                     |                                               | Kňovice 49°42′26″ s. š., 14°24′26″ v. d.                          | dub letní | 625 | 103436 Q26788537  | Kategorie „Král dubů“ na Wikimedia Commons                                   | Roste jižně od Radíče, za dvorem Chýnov a myslivnou Úsuší, vpravo na okraji lesního porostu, na svahu úvozu u konce odbočky žlutě značené turistické stezky. V roce 2004 měl průběžný kmen, válcovitý, hladký, s mohutnými kořenovými náběhy, koruna ošetřena. V roce 2020 přístupová turistická cesta hustě zarostlá vegetací. |
| Lípa v Korkyni                |                                               | Korkyně 49°46′52″ s. š., 14°21′7″ v. d.                           | lípa malolistá | 398 | 103494 Q26788571  | Kategorie „Lípa v Korkyni“ na Wikimedia Commons                              | Po pravé straně komunikace Chotilsko-Křížov, u čp.6 vedle vjezdových vrat. Kmen i koruna silně poškozeny. |
| Pánkovská lípa †              |                                               | Korkyně 49°46′34″ s. š., 14°20′2″ v. d.                           | lípa malolistá | 400 | 103433            |                                                                              | Rostla v osadě Pánkov, v centru, pod cestou. V červenci 2005 se koruna stromu rozlomila a stabilita zbylé části stromu byla vážně ohrožena. Doporučeno pokácení. Strom následně odstraněn. Ochrana zrušena 30. listopadu 2007. |
| Dub u Pojezdce †              |                                               | Kosova Hora 49°39′3″ s. š., 14°29′26″ v. d.                       | dub letní | 573 | 104531            |                                                                              | Jen návrh na vyhlášení; pravděpodobně nebyl nikdy vyhlášen. 23. října 2006 rozlomen. |
| Lípa v Koupi                  |                                               | Koupě 49°30′53″ s. š., 13°55′ v. d.                               | lípa malolistá | 370 | 103493 Q26788570  |                                                                              | V zahradě u čp. 34 |
| Krašovický habr               |                                               | Krašovice 49°35′14″ s. š., 14°18′2″ v. d.                         | habr obecný | 312 | 103490 Q26788567  | Kategorie „Krašovický habr“ na Wikimedia Commons                             | Za obcí po pravé straně v remízku směrem ke Krásné Hoře. Původní kmen přibližně od roku 2005 rozpadlý na dvě samostatné, poměrně vitální části. V roce 2017 má strom rozlomený kmen, kosterní větve jsou opřeny o zem, žijí, dokonce regenerují, zároveň dochází k odumírání a trouchnivění některých jejich částí. Torzo je zarostlé v náletu bezu černého. Pozoruhodná ukázka životaschopnosti stromu. |
| Smírčí lípy                   |                                               | Kozárovice 49°33′35″ s. š., 14°5′59″ v. d.                        | lípa malolistá | & Chyba ve výrazu: Neočekávaný operátor / Chyba ve výrazu: Neočekávaný operátor / Chyba ve výrazu: Neočekávaný operátor / Chyba ve výrazu: Neočekávaný operátor / Chyba ve výrazu: Neočekávaný operátor / Chyba ve výrazu: Neočekávaný operátor / Chyba ve výrazu: Neočekávaný operátor / Chyba ve výrazu: Neočekávaný operátor / Chyba ve výrazu: Neočekávaný operátor / Chyba ve výrazu: Neočekávaný operátor / Chyba ve výrazu: Neočekávaný operátor / Chyba ve výrazu: Neočekávaný operátor / Chyba ve výrazu: Neočekávaný operátor / Chyba ve výrazu: Neočekávaný operátor / Chyba ve výrazu: Neočekávaný operátor / -1.0000-0 | 106509            |                                                                              | Skupina dvou lip se nachází na území obce Kozárovice, v polní trati, přibližně 400 m východně od vrchu Březina. Mohutnější z lip dosahuje obvodu kmene 500 cm ve výšce 130 cm nad zemí, zatímco menší – 186 cm. Mezi lípami se nachází historický kamenný smírčí kříž. Dvojice stromů je lokální přírodní dominantou v zemědělské krajině. |
| Krašovická hrušeň             |                                               | Krašovice 49°35′26″ s. š., 14°17′45″ v. d.                        | hrušeň obecná | 268 | 103489 Q26788566  | Kategorie „Krašovická hrušeň“ na Wikimedia Commons                           | U polní cesty na Hostovnici. Plochá jednostranná koruna, nutné ošetření. Chybí označení. V roce 2017 koruna prosychá, na kmeni velké dutiny po odřezaných a ulomených silných větvích, je na něm pásy připevněna plechová tabule , patrně pozůstatek sv. obrázku. V dutině nalezeny trusinky zlatohlávků. Strom je zarostlý v náletech bezu černého. |
| Lípa u Křepenic               |                                               | Křepenice 49°41′36″ s. š., 14°20′44″ v. d.                        | lípa malolistá | 358 | 103435 Q26788535  | Kategorie „Lípa u Křepenic“ na Wikimedia Commons                             | Roste na mírném návrší nad Křepenicemi u cesty Křepenice-Dublovice na místě bývalé kapličky, na dohled od žlutě značené turistické stezky. V květnu 2015 došlo při silném větru k odlomení větší části koruny, přispěla k tomu otevřená dutina v úžlabí kmene a napadení lesklokorkou ploskou. Zůstalo pouze jedno boční rameno, které bylo ošetřením zabezpečeno proti další destrukci, jeho vitalita je dobrá. |
| Lípa u kostela sv. Václava    |                                               | Nalžovice 49°41′55″ s. š., 14°22′48″ v. d.                        | lípa malolistá | 469 | 106414            | Kategorie „Lípa u kostela sv. Václava“ na Wikimedia Commons                  | Roste u kamenného schodiště vedoucího na místní hřbitov s kostelem sv. Václava, v místní části Chlum. |
| Jilm v Lázu                   |                                               | Láz 49°39′25″ s. š., 13°54′59″ v. d.                              | jilm | 456 | 103486 Q26788563  | Kategorie „Jilm v Lázu“ na Wikimedia Commons                                 | Návrší za obcí. Už v roce 2000 evidován jako úplně suchý s malebně rozpadlým kmenem. V roce 2009 se strom se vyvrátil. Torzo kmene ponecháno na místě. V místě pařezu vyrůstá perspektivní výmladek. |
| Lípa Charlotty Masarykové     |                                               | Lazec 49°40′12″ s. š., 13°57′52″ v. d.                            | lípa malolistá | 305 | 106407            |                                                                              | Strom roste na p. č. 768/1 v k. ú. Lazec, v lesoparku Litavka; vysazen 25. 4. 1926 na památku Charlotty Masarykové. |
| Libčická lípa                 |                                               | Libčice u Nechvalic 49°34′24″ s. š., 14°24′8″ v. d.               | lípa malolistá | 545 | 103475 Q26788558  | Kategorie „Libčická lípa“ na Wikimedia Commons                               | Na zahradě u silnice Libčice–Veselíčko na dohled od cyklistické trasy 8143. Strom má kmen s mohutnými náběhy, v roce 1975 zaznamenán odlomený vrchol, dnes koruna částečně tvořena výmladky. |
| Smrk na Vrtance               |                                               | Luhy 49°39′51″ s. š., 14°11′32″ v. d.                             | smrk ztepilý | 263 | 103485 Q26788562  |                                                                              | U polní cesty nad koupalištěm na Vrtance. Strom zavětvený až k zemi, s pravidelnou korunou, zdaleka viditelný díky své výšce, široké kořenové náběhy. |
| Martinická hrušeň             |                                               | Martinice u Březnice 49°32′31″ s. š., 13°57′27″ v. d.             | hrušeň obecná | 259 | 103484 Q26788561  | Kategorie „Martinická hrušeň“ na Wikimedia Commons                           | U objektu bývalého zemědělského družstva směrem do polí. V roce 2019 malá koruna redukovaná ořezem, ulomená silná větev na bázi koruny, částečně proschlá, pod korunou dětské hřiště, kolem kmene kruhová lavička. |
| Lipová alej ve Slivici        |                                               | Milín 49°38′42″ s. š., 14°1′59″ v. d.                             | lípa malolistá (29) lípa velkolistá (19)                                                                                               | & Chyba ve výrazu: Neočekávaný operátor / Chyba ve výrazu: Neočekávaný operátor / Chyba ve výrazu: Neočekávaný operátor / Chyba ve výrazu: Neočekávaný operátor / Chyba ve výrazu: Neočekávaný operátor / Chyba ve výrazu: Neočekávaný operátor / Chyba ve výrazu: Neočekávaný operátor / Chyba ve výrazu: Neočekávaný operátor / Chyba ve výrazu: Neočekávaný operátor / Chyba ve výrazu: Neočekávaný operátor / Chyba ve výrazu: Neočekávaný operátor / Chyba ve výrazu: Neočekávaný operátor / Chyba ve výrazu: Neočekávaný operátor / Chyba ve výrazu: Neočekávaný operátor / Chyba ve výrazu: Neočekávaný operátor / -1.0000-0 | 103483 Q26790955  | Kategorie „Lipová alej ve Slivici“ na Wikimedia Commons                      | Podél křížové cesty obklopující osadu Slivice. Sázeli je Jezuité při příchodu na Slivici roku 1646. Soupis památných stromů z roku 1941 udává, že vyhlášeny byly rozhodnutím vlastníka, Duchovní správy na Slivici. Tato dokumentace v ÚSOP není. Z původních 65 jedinců dodnes stojí 48. |
| Dub v Mokrých Vratech †       |                                               | Mokrovraty 49°48′24″ s. š., 14°13′21″ v. d.                       | dub letní | 503 | 103482            |                                                                              | Rostl na louce u Středního rybníka v oblasti Tušima, pod hrází vpravo, později jako součást mladšího porostu pod rybníkem. Při vichřici 26. června 2008 došlo k rozštípnutí kmene. Při následném šetření se ukázalo, že kmen byl vlivem napadení dřevokaznými houbami dutý. Na místě zbyl jen poškozený pařez. Vyhlášen byl 20. října 1981 a ochrana zrušena 6. října 2008. |
| Buk v Hodkově                 |                                               | Mokřany u Nechvalic 49°33′46″ s. š., 14°25′29″ v. d.              | buk lesní | 526 | 103481 Q26788560  |                                                                              | Na kraji lesa na vrchu Homole u lesní cesty do Dražky. Měl mohutné kořenové náběhy, na kmeni jizvy po odřezaných větvích, širokou korunu, houbu na kořenech, kmen pravděpodobně dutý. Měl jen staré označení. V roce 2003 poničen vichřicí. Torzo kmene s drobnými živými větvemi ponecháno na místě. |
| Buk v Mokřicích               | Buk v Mokřicích                               | Mokřice 49°34′32″ s. š., 14°16′7″ v. d.                           | buk lesní | 418 | 103488 Q26788565  | Kategorie „Buk v Mokřicích“ na Wikimedia Commons                             | Mohutný buk na křižovatce lesních cest v lesní odd. 28 a3 poblíž vrchu Hotětín. Kolem vede červeně značená turistická stezka. |
| Vrbický topol                 | Topol černý u silnice Krásná Hora - Krašovice | Mokřice 49°35′30″ s. š., 14°17′14″ v. d.                          | topol kanadský | 500 | 103487 Q26788564  | Kategorie „Vrbický topol“ na Wikimedia Commons                               | U silnice Krásná Hora nad Vltavou-Krašovice na rozcestí k Mokřici. Po silnici vede cyklistická trasa 8141. V minulosti odstraněna kosterní větev zasahující nad silnice. Dnes je v místě řezu dutina obrůstající výmladky, zbylé dvě kosterní větve zdravé, byla u nich provedena mírná obvodová redukce. V roce 2017 dutiny po odstraněných větvích zakryty stříškami, koruna po obvodové redukci obrůstá výmladky, rána na kosterní větvi směrem k silnici (nejspíše po blesku) kalusuje, vitalita dobrá. |
| Hrušeň ve Vrančicích          |                                               | Mýšlovice 49°36′16″ s. š., 14°4′34″ v. d.                         | hrušeň obecná | 309 | 103444 Q26788542  |                                                                              | V polích u odbočky z Chrastic na Solenice. Rozsáhlá dutina v kmeni, částečně zabetonovaná a zakrytá. Obvod kmene pod rozvětvením v roce 2012: 352 cm. |
| Husovy lípy v Chlumu          |                                               | Nalžovice 49°41′48″ s. š., 14°22′55″ v. d.                        | lípa malolistá (3) | 300 334 265 | 103478 Q12020980  |                                                                              | U silnice Chlum-Kňovice. |
| Lípy v Červeném               |                                               | Nalžovice 49°41′35″ s. š., 14°22′22″ v. d.                        | lípa malolistá (1) | 426 | 103479 Q26780410  | Kategorie „Lípy v Červeném“ na Wikimedia Commons                             | U dětského hřiště v části Červený. Okolo vede červeně značená turistická stezka a cyklistická trasa 8134. V roce 2001 došlo vlivem silného větru k ulomení kosterní větve jedné z lip. Její torzo bylo z bezpečnostních důvodů pokáceno. Ochrana zrušena 28. května 2001. |
| Nalžovický dub                |                                               | Nalžovice 49°41′46″ s. š., 14°21′51″ v. d.                        | dub letní | 425 | 103480 Q26788559  |                                                                              | Nad obcí na kopci Kyšperk. |
| Nečínská maďalová alej        |                                               | Nečín 49°42′12″ s. š., 14°12′36″ v. d.                            | jírovec maďal (311) | & Chyba ve výrazu: Neočekávaný operátor / Chyba ve výrazu: Neočekávaný operátor / Chyba ve výrazu: Neočekávaný operátor / Chyba ve výrazu: Neočekávaný operátor / Chyba ve výrazu: Neočekávaný operátor / Chyba ve výrazu: Neočekávaný operátor / Chyba ve výrazu: Neočekávaný operátor / Chyba ve výrazu: Neočekávaný operátor / Chyba ve výrazu: Neočekávaný operátor / Chyba ve výrazu: Neočekávaný operátor / Chyba ve výrazu: Neočekávaný operátor / Chyba ve výrazu: Neočekávaný operátor / Chyba ve výrazu: Neočekávaný operátor / Chyba ve výrazu: Neočekávaný operátor / Chyba ve výrazu: Neočekávaný operátor / -1.0000-0 | 103477 Q26790908  | Kategorie „Alej jírovců (Nečín)“ na Wikimedia Commons                        | Alej je po obou stranách silnice Nečín-Bělohrad, až před první dům v Bělohradě. |
| Husova lípa v Úklidu          |                                               | Nedrahovice 49°36′54″ s. š., 14°26′21″ v. d.                      | lípa malolistá | 510 | 103476 Q12020974  | Kategorie „Husova lípa v Úklidu“ na Wikimedia Commons                        | Na návsi v Úklidu, jen zetlelý povalený kmen, vedle vysazen mladý strom. Okolo vede zeleně značená turistická stezka a cyklistická trasa 8138. |
| Alej svobody u Nechalova      |                                               | Nechalov 49°43′49″ s. š., 14°14′12″ v. d.                         | lípa velkolistá (23) | & Chyba ve výrazu: Neočekávaný operátor / Chyba ve výrazu: Neočekávaný operátor / Chyba ve výrazu: Neočekávaný operátor / Chyba ve výrazu: Neočekávaný operátor / Chyba ve výrazu: Neočekávaný operátor / Chyba ve výrazu: Neočekávaný operátor / Chyba ve výrazu: Neočekávaný operátor / Chyba ve výrazu: Neočekávaný operátor / Chyba ve výrazu: Neočekávaný operátor / Chyba ve výrazu: Neočekávaný operátor / Chyba ve výrazu: Neočekávaný operátor / Chyba ve výrazu: Neočekávaný operátor / Chyba ve výrazu: Neočekávaný operátor / Chyba ve výrazu: Neočekávaný operátor / Chyba ve výrazu: Neočekávaný operátor / -1.0000-0 | 105633 Q26790907  |                                                                              | Po levé straně polní cesty od osady Drhovce do osady Račany. 23 lip malolistých i velkolistých. |
| Lípa v Nepomuku †             |                                               | Nepomuk pod Třemšínem 49°38′28″ s. š., 13°50′15″ v. d.            | lípa malolistá | 286 | 103474            |                                                                              | Strom Rostl na návsi proti čp. 6, kolem vede modře značená turistická stezka a cyklistická trasa 8244. Během bouře v noci z 6. na 7. června 2011 se lípa zlomila. Torzo kmene následně pokáceno. Na místě zbyl pařez. Ochrana zrušena 26. srpna 2011. |
| Dub v Nepřejově               |                                               | Nepřejov 49°38′30″ s. š., 14°10′29″ v. d.                         | dub letní | 352 | 103473 Q26788557  |                                                                              | Strom roste v soukromé zahradě obestavěn kůlnou a kurníkem. |
| Dub v Nesvačilech             |                                               | Nesvačily pod Třemšínem 49°36′27″ s. š., 13°54′49″ v. d.          | dub letní | 370 | 103472 Q26788556  | Kategorie „Dub v Nesvačilech“ na Wikimedia Commons                           | Strom roste v zahradě statku za kapličkou. Má vysoko vyvětvený kmen, kosterní větve vyrůstající téměř z jednoho místa, dominanta zahrady. |
| Babyky v Nové Vsi pod Pleší   |                                               | Nová Ves pod Pleší 49°49′47″ s. š., 14°15′25″ v. d.               | javor babyka (2) | 296 210 | 103471 Q26780385  | Kategorie „Babyky v Nové Vsi pod Pleší“ na Wikimedia Commons                 | V polích za vsí v chatové lokalitě |
| Buk u rybníčku                |                                               | Nová Ves pod Pleší 49°50′28″ s. š., 14°16′8″ v. d.                | buk lesní | 308 | 103427 Q26788530  | Kategorie „Buk u rybníčku“ na Wikimedia Commons                              | V roce 2004 otevřená dutina ve kmeni, jinak bez poškození, prosychání do 5%, olistění fyziologické. V roce 2019 odlomená silná větev (patrně tlakové větvení) se vznikem velké rány. Výše v koruně odlomená menší v ráně patrná hniloba. Na bázi koruny velké plodnice troudnatce kopytovitého, vedle ní menší dutina využívaná ke hnízdění. |
| Dub na Nové hospodě           |                                               | Nové Dvory u Dobříše 49°48′ s. š., 14°21′54″ v. d.                | dub letní | 355 | 103469 Q26788555  | Kategorie „Dub u Nové hospody (Nové Dvory)“ na Wikimedia Commons             | V zahradě „Nové hospody“, vysazen v roce 1864. V roce 2019 strom s rozložitou korunou, kmen se rozvětvuje v cca polovině celkové výšky téměř z jednoho místa, níže několik odbočujících větví. |
| Novodvorské duby              |                                               | Nové Dvory u Dobříše 49°48′11″ s. š., 14°21′10″ v. d.             | dub letní | 403 | 103470 Q26780383  | Kategorie „Novodvorský dub“ na Wikimedia Commons                             | U výjezdu z hospodářského dvora. Dnes už na místě roste pouze jeden strom. Druhý zasažen a rozlomen bleskem neznámo kdy, patrně však již před rokem 1993. Zbývající strom s rozložitou korunou, ojediněle suchá větev, poranění v celé délce kmene při pohledu od cesty, pravděpodobně od blesku. |
| Lípy u svatého Floriána       |                                               | Nový Knín 49°47′19″ s. š., 14°18′0″ v. d.                         | lípa malolistá | 202 210 | 106019 Q26780381  | Kategorie „Lípy u svatého Floriána“ na Wikimedia Commons                     | V sousedství kapličky sv. Floriána u polní cesty vedoucí na hřbitov, do Sudovic a do osady Nevada a Krámy. V roce 2019 poměrně mladé stromy, na bázi koruny několik odstraněných větví, pahýly, kalusující rány. |
| Orlovský buk                  |                                               | Obecnice 49°41′14″ s. š., 13°56′47″ v. d.                         | buk lesní | 340 | 103465 Q26788553  | Kategorie „Buk lesní v Příbrami“ na Wikimedia Commons                        | V Orlově na konci silnice u parkoviště, hned pod lesem, na rozcestí žlutě a zeleně značených turistických stezek. V místě vede také cyklistická trasa 8190. V roce 2010 koruna stromu asymetrická - asymetrie vznikla v důsledku růstu stromu v sousedství lesního porostu, který ho zastiňoval. Buk má nízký kmen dutý s několika otvory do dutiny, dnes všechny překryty stříškami, strom po ošetření, v koruně nezaznamenán významný počet suchých větví, vitalita dobrá |
| Dub u klášterní zahrady       |                                               | Obořiště 49°44′48″ s. š., 14°8′49″ v. d.                          | dub letní | 452 | 106287 Q73601973  |                                                                              | U bývalého náhonu směřující z rybníka Nový do obce Obořiště, v blízkosti Sychrovského potoka. Solitérní dub s rozložitou korunou. |
| Orlovská hrušeň †             |                                               | Orlov                                                             | hrušeň obecná | 310 | 104522            |                                                                              | V poli za čp. 38. Uschla a padla neznámo kdy, pravděpodobně v první dekádě 21. století. Ochrana zrušena 1. července 2010. |
| Dub u Luhu                    |                                               | Pečičky 49°37′13″ s. š., 14°5′30″ v. d.                           | dub letní | 545 | 106024 Q26790634  |                                                                              | Severozápadním směrem od bývalého mlýna U Štáfů na hraně nefunkčního náhonu. Plodnice sírovce žlutooranžového na bázi kmene. |
| Lípy v Horách †               |                                               | Petrovice u Sedlčan                                               | lípa malolistá (1) | & Chyba ve výrazu: Neočekávaný operátor / Chyba ve výrazu: Neočekávaný operátor / Chyba ve výrazu: Neočekávaný operátor / Chyba ve výrazu: Neočekávaný operátor / Chyba ve výrazu: Neočekávaný operátor / Chyba ve výrazu: Neočekávaný operátor / Chyba ve výrazu: Neočekávaný operátor / Chyba ve výrazu: Neočekávaný operátor / Chyba ve výrazu: Neočekávaný operátor / Chyba ve výrazu: Neočekávaný operátor / Chyba ve výrazu: Neočekávaný operátor / Chyba ve výrazu: Neočekávaný operátor / Chyba ve výrazu: Neočekávaný operátor / Chyba ve výrazu: Neočekávaný operátor / Chyba ve výrazu: Neočekávaný operátor / -1.0000-0 | 103464            |                                                                              | Polní cesta do usedlosti „V Horách“. Památný strom zrušen k 1. srpnu 2005. |
| Pičínská lípa †               |                                               | Pičín                                                             | lípa malolistá | & Chyba ve výrazu: Neočekávaný operátor / Chyba ve výrazu: Neočekávaný operátor / Chyba ve výrazu: Neočekávaný operátor / Chyba ve výrazu: Neočekávaný operátor / Chyba ve výrazu: Neočekávaný operátor / Chyba ve výrazu: Neočekávaný operátor / Chyba ve výrazu: Neočekávaný operátor / Chyba ve výrazu: Neočekávaný operátor / Chyba ve výrazu: Neočekávaný operátor / Chyba ve výrazu: Neočekávaný operátor / Chyba ve výrazu: Neočekávaný operátor / Chyba ve výrazu: Neočekávaný operátor / Chyba ve výrazu: Neočekávaný operátor / Chyba ve výrazu: Neočekávaný operátor / Chyba ve výrazu: Neočekávaný operátor / -1.0000-0 | 105104            |                                                                              | Strom se nacházel na návsi proti kostelu. Po prasknutí kmene byl pokácen ve dnech 21. a 22. prosince roku 2000. Vyhlášen byl 20. října 1981 a jeho ochrana zrušena 29. června 2004. |
| Jasan v Podlesí               |                                               | Podlesí nad Litavkou 49°42′0″ s. š., 13°58′55″ v. d.              | jasan ztepilý | 272 | 103462 Q26788551  |                                                                              | U polní cesty u čp.76 - vila "Zátiší". Kolem vede cyklistická trasa 302. Strom zasadila v roce 1892 Josefa Bláhová. Jasan je charakteristický svými skloněnými větvemi, které dosahují až k zemi. Toho docílila jeho původní majitelka podvazováním. |
| Vrba v Podlesí                |                                               | Podlesí nad Litavkou 49°41′37″ s. š., 13°58′57″ v. d.             | vrba překrásná | 450 | 103463 Q26788552  |                                                                              | U rybníčku u bývalého hostince. Kolem vede cyklistická trasa 302. V roce 2012 silně redukovaná koruna, proschlá, obrůstá pouze na kmeni při bázi. V roce 2017 vrcholové části redukovaných kosterních větví odumřelé, zaznamenány stopy přítomnosti sírovce žlutooranžového, ve spodní části koruny i na kmeni poměrně vitální výmladky. Strom ponechán na dožití. |
| Dub u Bláhovy Lhoty           |                                               | Pořešice 49°36′1″ s. š., 14°20′22″ v. d.                          | dub letní | 544 | 103460 Q26788550  |                                                                              | U pomníku padlým. |
| Duby u mlýna                  |                                               | Pořešice 49°36′14″ s. š., 14°20′27″ v. d.                         | dub letní (25) | & Chyba ve výrazu: Neočekávaný operátor / Chyba ve výrazu: Neočekávaný operátor / Chyba ve výrazu: Neočekávaný operátor / Chyba ve výrazu: Neočekávaný operátor / Chyba ve výrazu: Neočekávaný operátor / Chyba ve výrazu: Neočekávaný operátor / Chyba ve výrazu: Neočekávaný operátor / Chyba ve výrazu: Neočekávaný operátor / Chyba ve výrazu: Neočekávaný operátor / Chyba ve výrazu: Neočekávaný operátor / Chyba ve výrazu: Neočekávaný operátor / Chyba ve výrazu: Neočekávaný operátor / Chyba ve výrazu: Neočekávaný operátor / Chyba ve výrazu: Neočekávaný operátor / Chyba ve výrazu: Neočekávaný operátor / -1.0000-0 | 103461 Q26780404  |                                                                              | Kolem náhonu mlýna. |
| Lípa u studánky               |                                               | Prosenická Lhota 49°41′39″ s. š., 14°28′46″ v. d.                 | lípa malolistá | 620 | 103459 Q26788548  |                                                                              | Nad dvorem v polích jen 2 m vysoký rozpadlý zbytek kmene, dutý, vypálený, jen kůra, silně obráží. Pod ní je studna. Obvod kmene se nedá změřit. |
| Svatováclavský dub            |                                               | Příbram 49°41′8″ s. š., 14°1′13″ v. d.                            | dub letní | 583 | 103458 Q12057377  | Kategorie „Svatováclavský dub (Příbram)“ na Wikimedia Commons                | U příjezdové cesty na Svatou horu. Okolo vede zeleně značená Svatojakubská cesta. Soupis památných stromů z roku 1941 uvádí, že tento strom zmiňuje již Bohuslav Balbín v díle Diva Montis Sancti, vydaném v roce 1664 (str. 143). |
| Dub v Rejkovicích             |                                               | Rejkovice 49°48′33″ s. š., 13°58′ v. d.                           | dub letní | 498 | 103429 Q26788532  |                                                                              | Na hrázi Hejdovkého rybníka na dohled od naučné stezky Z Jinec na Olymp Brd. Kmen u báze napaden plodnicemi hub. |
| Klen v Rožmitále              |                                               | Rožmitál pod Třemšínem 49°36′5″ s. š., 13°52′27″ v. d.            | javor klen | 415 | 103457 Q26788547  | Kategorie „Klen v Rožmitále“ na Wikimedia Commons                            | U silnice proti obchodnímu centru. Okolo vede cyklistická trasa 8244. Proschlá koruna, ulámané větve. Nutné ošetření celého stromu. |
| Jilm v Rožmitále              |                                               | Rožmitál pod Třemšínem 49°36′2″ s. š., 13°51′58″ v. d.            | jilm horský | 560 | 105052 Q26789641  | Kategorie „Jilm v Rožmitále“ na Wikimedia Commons                            | U sádek. Zachováno zůstalo jen torzo kmene, které bylo v roce 1978 zkráceno a zastřešeno. Pomalu trouchniví. |
| Lipová alej za zámkem         |                                               | Rožmitál pod Třemšínem 49°36′7″ s. š., 13°51′39″ v. d.            | lípa malolistá (32) | & Chyba ve výrazu: Neočekávaný operátor / Chyba ve výrazu: Neočekávaný operátor / Chyba ve výrazu: Neočekávaný operátor / Chyba ve výrazu: Neočekávaný operátor / Chyba ve výrazu: Neočekávaný operátor / Chyba ve výrazu: Neočekávaný operátor / Chyba ve výrazu: Neočekávaný operátor / Chyba ve výrazu: Neočekávaný operátor / Chyba ve výrazu: Neočekávaný operátor / Chyba ve výrazu: Neočekávaný operátor / Chyba ve výrazu: Neočekávaný operátor / Chyba ve výrazu: Neočekávaný operátor / Chyba ve výrazu: Neočekávaný operátor / Chyba ve výrazu: Neočekávaný operátor / Chyba ve výrazu: Neočekávaný operátor / -1.0000-0 | 103455 Q26790861  | Kategorie „Lipová alej za zámkem“ na Wikimedia Commons                       | Na hrázi Podzámeckého rybníka za zámkem. Alejí vede cyklistická trasa 2273 a zeleně značená turistická stezka. |
| Lípy u zámku                  |                                               | Rožmitál pod Třemšínem 49°36′7″ s. š., 13°51′46″ v. d.            | lípa malolistá (2) | 332 398 | 103456 Q26780402  | Kategorie „Lípy u zámku“ na Wikimedia Commons                                | Před vchodem do zámku. Kolem vede červeně značená Svatojakubská stezka. |
| Rybářská Lípa                 |                                               | Sedlec-Prčice 49°33′ s. š., 14°33′27″ v. d.                       | lípa malolistá | 460 | 106415            |                                                                              | Roste v lužním porostu pod severním koncem hráze Vrchotického velkého rybníka v místní části Vrchotice. |
| Nečínské maďaly †             |                                               | Skalice u Dobříše                                                 | jírovec maďal (2) | & Chyba ve výrazu: Neočekávaný operátor / Chyba ve výrazu: Neočekávaný operátor / Chyba ve výrazu: Neočekávaný operátor / Chyba ve výrazu: Neočekávaný operátor / Chyba ve výrazu: Neočekávaný operátor / Chyba ve výrazu: Neočekávaný operátor / Chyba ve výrazu: Neočekávaný operátor / Chyba ve výrazu: Neočekávaný operátor / Chyba ve výrazu: Neočekávaný operátor / Chyba ve výrazu: Neočekávaný operátor / Chyba ve výrazu: Neočekávaný operátor / Chyba ve výrazu: Neočekávaný operátor / Chyba ve výrazu: Neočekávaný operátor / Chyba ve výrazu: Neočekávaný operátor / Chyba ve výrazu: Neočekávaný operátor / -1.0000-0 | 104523            |                                                                              | Před první budovou u silnice od Nečína, kde stály dva chráněné stromy; památné stromy byly vyhlášeny 20.10.1981 a zrušeny 08.01.2004 |
| Skrýšovské lípy               |                                               | Skrýšov u Svatého Jana 49°38′46″ s. š., 14°18′2″ v. d.            | lípa malolistá (2) | 542 407 | 103451 Q26780408  |                                                                              | Na návsi u pumpy. Okolo vede modře značená turistická stezka. Mohutnější z lip má válcovitý kmen, hrubou topolovou kůru, u paty kmene je dutina, koruna mohutná. |
| Smolotelská borovice †        |                                               | Smolotely                                                         | borovice lesní | 387 | 104515 Q134966913 |                                                                              | V lesním oddělení 24, polesí Višňová. Zanikl neznámo kdy. Už v roce 1994 se na místě nalézal jen pařez. Ochrana zrušena k 7. únoru 2011. |
| Borovice na Makové Hoře       |                                               | Smolotely 49°36′59″ s. š., 14°8′52″ v. d.                         | borovice lesní (3) | 270 201 | 105225 Q26780393  | Kategorie „Borovice na Makové Hoře“ na Wikimedia Commons                     | Před kostelem na Makové Hoře na dohled od Naučné stezky Okolím Smolotel. Nejmohutnější z borovic má zbytnělou bázi kmene s poraněním, křivolakou korunu, dvě kosterní větve. 16. října 2012 byla nalezena se zcela odlomenou korunou a do šroubovice rozlámaným kmenem, částí je ještě spojená s kořenovým systémem. Další strom má poškozený kmen, odlomenou kosterní větev, oderodované kosterní náběhy, v blízkosti lavička a informační tabule, okolí je sešlapané. |
| Lípa ve Smolotelech           |                                               | Smolotely 49°37′19″ s. š., 14°8′10″ v. d.                         | lípa malolistá | 694 | 103454 Q26788546  |                                                                              | Nemá označení, v roce 2003 se vyvrátil, v zámeckem parku, u vchodu do budovy. Jako památný jej uvádí soupisový arch již v roce 1947 |
| Duby u Smolotel               |                                               | Smolotely 49°37′15″ s. š., 14°7′54″ v. d.                         | dub letní (2) | 424 436 | 103453 Q26780392  | Kategorie „Duby u Smolotel“ na Wikimedia Commons                             | U silnice do Pečiček po níž vede . Jeden z dubů je trojkmen s úzkými úžlabími, zdravý. Druhý má průběžný kmen se silnější odbočující větví, v místě odbočení v celé délce kmene mírná deprese, v jejím prostoru vyrůstá plodnice pravděpodobně ohňovce statného. |
| Dub v Novém Kníně             |                                               | Starý Knín 49°47′15″ s. š., 14°16′57″ v. d.                       | dub letní | 396 | 103468 Q26788554  | Kategorie „Dub v Novém Kníně“ na Wikimedia Commons                           | U pomníku padlým ve Starém Kníně, u komunikace z Nového Knína do Mokrovrat. Solitér s rozložitou korunou, drobné poranění na bázi kmene od silnice. |
| Křížovnická lípa †            |                                               | Starý Knín                                                        | lípa malolistá | & Chyba ve výrazu: Neočekávaný operátor / Chyba ve výrazu: Neočekávaný operátor / Chyba ve výrazu: Neočekávaný operátor / Chyba ve výrazu: Neočekávaný operátor / Chyba ve výrazu: Neočekávaný operátor / Chyba ve výrazu: Neočekávaný operátor / Chyba ve výrazu: Neočekávaný operátor / Chyba ve výrazu: Neočekávaný operátor / Chyba ve výrazu: Neočekávaný operátor / Chyba ve výrazu: Neočekávaný operátor / Chyba ve výrazu: Neočekávaný operátor / Chyba ve výrazu: Neočekávaný operátor / Chyba ve výrazu: Neočekávaný operátor / Chyba ve výrazu: Neočekávaný operátor / Chyba ve výrazu: Neočekávaný operátor / -1.0000-0 | 103467            |                                                                              | Uvnitř areálu budov ve vlastnictví Rytířského řádu křižovníků s červenou hvězdou u bývalé kašny. Již v roce 1975 evidován jako torzo. Zanikl neznámo kdy. Ochrana zrušena 22. prosince 2003. |
| Lípa Johanky z Rožmitálu      |                                               | Starý Rožmitál 49°36′6″ s. š., 13°51′26″ v. d.                    | lípa malolistá | 747 | 105780 Q26790363  | Kategorie „Lípa Johanky z Rožmitálu“ na Wikimedia Commons                    | Vlevo na začátku Aleje Johanky z Rožmitálu ve směru na Starý Rožmitál. Okolo vede zeleně značená turistická stezka, červeně značená Svatojakubská stezka a cyklistická trasa 2273. V roce 2006 se lípa umístila na 9. pozici v anketě Strom roku. V blízkosti kmene stojí na kamenném podstavci dřevěný kříž. |
| Lípa v Bořené Hoře            |                                               | Štětkovice 49°39′45″ s. š., 14°30′21″ v. d.                       | lípa malolistá | 390 | 103518 Q26788584  |                                                                              | V obci Bořená Hora u silnice vedoucí k Lomu Štětkovice. V roce 2017 větev nad cestou zajištěná vazbou, dutiny v hlavním úžlabí a ve větvení jedné z kosterních větví zakryty stříškou, provedena obvodová redukce koruny, na koncích zakrácených větví výmladky, zdravotní stav se jeví dobrý. |
| Štětkovické duby              |                                               | Štětkovice 49°40′31″ s. š., 14°30′29″ v. d.                       | dub letní (2) | 480 503 | 103450 Q26780406  |                                                                              | Na mezi v polích. Prostřední z dubů odumřel a jeho ochrana byla zrušena 27. září 2004, strom byl následně pokácen a na místě zbyl jen pařez. Jeden ze zbylých stromů je zcela suchý, opadává kůra, v koruně již pouze silnější větve, ponechán na místě do rozpadu. Zdravý exemplář má nízko založenou korunu, dvě kosterní větve, několik odříznutých větví na pravé kosterní větvi (od pole), mohutné kořenové náběhy. |
| Tisovský jasan †              |                                               | Tisová u Bohutína 49°39′21″ s. š., 13°57′36″ v. d.                | jasan ztepilý | 378 | 103449 Q26788545  |                                                                              | Zahrada čp.15. Ochrana zrušena 13.03.2024. |
| Maďal v Třebsku               |                                               | Třebsko 49°37′32″ s. š., 13°58′5″ v. d.                           | jírovec maďal | 285 | 103448 Q26788544  |                                                                              | Na návsi u kříže. Okolo vede cyklistická trasa 302. |
| Lípa ve Vacíkově – Miřetíně † |                                               | Vacíkov 49°32′35″ s. š., 13°50′24″ v. d.                          | lípa velkolistá | 530 | 106218 Q73601727  |                                                                              | Lípa je situována na zahradě domu č.p. 62 Vacíkov. Starý mohutný exemplář s široce oválnou korunou. Ochrana stromu zrušena 27. června 2024. |
| Hrbkův topol †                |                                               | Velká Lečice 49°49′9″ s. š., 14°18′11″ v. d.                      | topol černý | 510 | 105424 Q26790032  | Kategorie „Hrbkův topol“ na Wikimedia Commons                                | Po pravé straně komunikace Nová Ves pod Pleší-Velká Lečice za odbočkou na Malou Hraštici. Strom s pravidelnou korunou, která je poněkud ohrožena poškozením větví. Levá kosterní větev má odlomený jeden z vrcholů, kmen je na straně k silnici poškozen, podélná rána se zavaluje, dřevo v ní netrouchniví. Na opačné straně je podélná rýha se začínající dutinou, jsou zde odříznuty dvě větší větve, větve nad silnicí jsou zakrácené (odlomené), pravděpodobně projíždějícími nákladními automobily. Na stromě bývaly umístěny turistické směrovníky a značky. Dnes je však žlutě značená turistická stezka vedena jinudy. Topol byl zasazen 1. května 1913 Antonínem Hrbkem a jeho otcem Tomášem, který o dva roky později padl na italské frontě během 1. světové války. Ochrana zrušena 23.12.2022. |
| Alej na Záběhlé               |                                               | Věšín 49°39′36″ s. š., 13°46′47″ v. d.                            | dub letní (2) javor mléč (4) javor klen (40) jasan ztepilý (8) třešeň ptačí (4) olše lepkavá (1) jírovec maďal (16) lípa malolistá (1) | | 106394 Q106764395 | Název kategorie na Wikimedia Commons nebyl zadán                             | Podél cesty od Dolejšího padrťského rybníka k rozcestí Přední Záběhlá |
| Teslínský buk                 |                                               | Věšín 49°37′17″ s. š., 13°45′13″ v. d.                            | buk lesní | 620 | 103446 Q12020655  | Kategorie „Hraniční buk (Teslíny)“ na Wikimedia Commons                      | Po levé straně silnice od Věšína u osady Teslíny u lesa za starou stodolou. Polovina koruny i s kmenem je ulomená, strom neošetřen, na kmeni rostou houby. Jedná se o poslední živý hraniční strom v Brdech. Je i nejmohutnějším bukem Středočeského kraje. Buk má neobvyklou větev, která se vrací do kmene a vytváří okno. |
| Dub na Záběhlé 1 – dvoják     |                                               | Věšín 49°39′42″ s. š., 13°47′10″ v. d.                            | dub zimní | 726 | 106325 Q73602115  | Kategorie „Dub na Záběhlé - dvoják“ na Wikimedia Commons                     | U bývalé obce Přední Záběhlá, na dohled od naučné stezky Okolím Padrťských rybníků a cyklistické trasy 2273. V dutině stromu se v březnu 1945 údajně ukrýval partyzánský velitel Vasil Majský. |
| Dub na Záběhlé 2              |                                               | Věšín 49°39′40″ s. š., 13°47′11″ v. d.                            | dub zimní | 468 | 106326 Q73602116  | Kategorie „Dub na Záběhlé“ na Wikimedia Commons                              | U bývalé obce Přední Záběhlá, na dohled od naučné stezky Okolím Padrťských rybníků a cyklistické trasy 2273. Mimořádně významný obvodem kmene v rámci celé CHKO Brdy. |
| Vletické duby                 |                                               | Vletice 49°36′10″ s. š., 14°18′36″ v. d.                          | dub letní (2) | & Chyba ve výrazu: Neočekávaný operátor / Chyba ve výrazu: Neočekávaný operátor / Chyba ve výrazu: Neočekávaný operátor / Chyba ve výrazu: Neočekávaný operátor / Chyba ve výrazu: Neočekávaný operátor / Chyba ve výrazu: Neočekávaný operátor / Chyba ve výrazu: Neočekávaný operátor / Chyba ve výrazu: Neočekávaný operátor / Chyba ve výrazu: Neočekávaný operátor / Chyba ve výrazu: Neočekávaný operátor / Chyba ve výrazu: Neočekávaný operátor / Chyba ve výrazu: Neočekávaný operátor / Chyba ve výrazu: Neočekávaný operátor / Chyba ve výrazu: Neočekávaný operátor / Chyba ve výrazu: Neočekávaný operátor / -1.0000-0 | 106504            |                                                                              | V zahradě za Vletickým statkem. |
| Vletický dub                  |                                               | Vletice 49°36′10″ s. š., 14°18′35″ v. d.                          | dub letní | 455 | 103492 Q26788569  |                                                                              | V zahradě u čp.11. V roce 2017 mohutný strom ve velmi dobrém zdravotním stavu, koruna téměř pravidelná, minimální množství proschlých větví. Těsně u kmene postavený přístřešek, který strom v současnosti neomezuje. V lokalitě jsou ještě dva další duby podobného vzrůstu. |
| Vletická lípa                 | Lípa s torzem křížku                          | Vletice 49°35′49″ s. š., 14°17′21″ v. d.                          | lípa malolistá | 341 | 103491 Q26788568  | Kategorie „Kovářova lípa (Vletice)“ na Wikimedia Commons                     | Pod Papežovou cihelnou u polní cesty směrem na Krašovice. U stromu torzo křížku s čitelným letopočtem 1860. Strom je také nazýván Lípou u Papežovy cihelny. |
| Vranovická alej               |                                               | Vranovice pod Třemšínem 49°37′10″ s. š., 13°54′2″ v. d.           | lípa malolistá (11) | & Chyba ve výrazu: Neočekávaný operátor / Chyba ve výrazu: Neočekávaný operátor / Chyba ve výrazu: Neočekávaný operátor / Chyba ve výrazu: Neočekávaný operátor / Chyba ve výrazu: Neočekávaný operátor / Chyba ve výrazu: Neočekávaný operátor / Chyba ve výrazu: Neočekávaný operátor / Chyba ve výrazu: Neočekávaný operátor / Chyba ve výrazu: Neočekávaný operátor / Chyba ve výrazu: Neočekávaný operátor / Chyba ve výrazu: Neočekávaný operátor / Chyba ve výrazu: Neočekávaný operátor / Chyba ve výrazu: Neočekávaný operátor / Chyba ve výrazu: Neočekávaný operátor / Chyba ve výrazu: Neočekávaný operátor / -1.0000-0 | 103443 Q26790821  | Kategorie „Vranovická alej“ na Wikimedia Commons                             | Na hrázi Podveského rybníka. Lípy se sekundárními korunami, zarostlé v náletu jiných dřevin, různě vysoké koruny. |
| Klen u Vysoké Pece 1          |                                               | Vysoká Pec u Bohutína 49°39′51″ s. š., 13°57′41″ v. d.            | javor klen | 251 | 103441 Q26788541  | Kategorie „Klen u Vysoké Pece 1“ na Wikimedia Commons                        | Proti pomníku padlým. |
| Klen u Vysoké Pece 2          |                                               | Vysoká Pec u Bohutína 49°39′53″ s. š., 13°57′43″ v. d.            | javor klen | 215 | 103439 Q26788539  | Kategorie „Klen u Vysoké Pece 2“ na Wikimedia Commons                        | Roste u Vysokopeckého rybníka. V roce 2019 měl větve na bázi koruny ořezané, problematické větvení, nahloučené větve a poranění na kmeni. |
| Smrk u Pecováku               |                                               | Vysoká Pec u Bohutína 49°39′48″ s. š., 13°57′37″ v. d.            | smrk ztepilý | 266 | 103440 Q26788540  | Kategorie „Smrk u Pecováku“ na Wikimedia Commons                             | Roste u Vysokopeckého rybníka. Z koruny zbývá pouze jedna silná větev na její bázi, která je však již řadu let v dobré kondici: Zajímavý je její tvar - z kmene vyrůstá vodorovně a pak se ohýbá vzhůru v pravém úhlu. Pahýl kmene od vrcholu trouchniví. |
| Dub u Vamberova mlýna         |                                               | Zduchovice 49°36′46″ s. š., 14°12′51″ v. d.                       | dub letní | 341 | 105224 Q26789735  |                                                                              | U cesty u osady Voznice. Dobrý zdravotní stav, koruna směrem do porostu mírně redukovaná, v zastínění suché větve. Na poli výše ve svahu severozápadním směrem dva mladší solitérní duby tvořící výraznou krajinnou dominantu. |
| Lípa ve Zduchovicích          |                                               | Zduchovice 49°38′14″ s. š., 14°12′46″ v. d.                       | lípa malolistá | 600 | 103437 Q26788538  |                                                                              | U objektu zemědělského družstva. Kolem vede zeleně značená turistická stezka. Lípa je polámaná bez terminálu, silně obráží po kmeni i od kořenů, má hrubou borku. |